# Locomotiva kkStB 394
Le locomotive 394 della kkStB erano locotender costruite dalla Floridsdorf per l'esercizio su linee secondarie. Le locomotive furono costruite in due serie.
La prima serie, del 1891, era composta di 4 esemplari per la Lokalbahn Cilli–Wöllan, esercita dalla Südbahn, che le classificò nel gruppo 102 con numeri 1–4.
La seconda serie, del 1895 e replicata nel 1904, era composta di 3 esemplari per la Lokalbahn Lemberg (Kleparów)–Jaworów, esercita dalla kkStB, che le classificò nel gruppo 94 con numeri 9441–9443.
Nel 1904 la Lokalbahn Cilli–Wöllan fu acquisita anch'essa dalla kkStB, e pertanto le 4 locomotive di quella società divennero kkStB 9444–9447. L'anno successivo tutte le 7 locomotive vennero rimunerate 394.41–47.
Dopo la prima guerra mondiale, con la spartizione del parco kkStB fra diverse società, le locomotive 394 vennero suddivise tra le  FS italiane (826.001–002), le PKP polacche (TKh14) e le JDŽ jugoslave (151-020–021).